# Molen Wits
De Molen Wits is een windmolenrestant in de tot de Vlaams-Brabantse gemeente Boutersem behorende plaats Neervelp, gelegen aan de Katspoelstraat 8.
Deze ronde stenen molen van het type grondzeiler fungeerde als korenmolen.

## Geschiedenis
De molen werd gebouwd in 1894. In 1913 werd een benzinemotor geïnstalleerd en in de jaren '30 van de 20e eeuw was er van het wiekenkruis nog slechts één roede aanwezig. In 1940 werd deze, tezamen met de kap, verwijderd.
De romp bleef staan, maar de toestand van de romp is sterk verslechterd.